# Institut canadien de Montréal
Ne doit pas être confondu avec Institut canadien-français de Montréal.
L'Institut canadien de Montréal est fondé le 17 décembre 1844 par un groupe de 200 jeunes libéraux canadiens-français. L'institut est à la fois une bibliothèque, un lieu de débat et de conférence pour les sociétés littéraires et scientifiques de Montréal. La devise de l'institut est Justice pour nous, justice pour tous; Raison et liberté pour nous, raison et liberté pour tous.

## Histoire

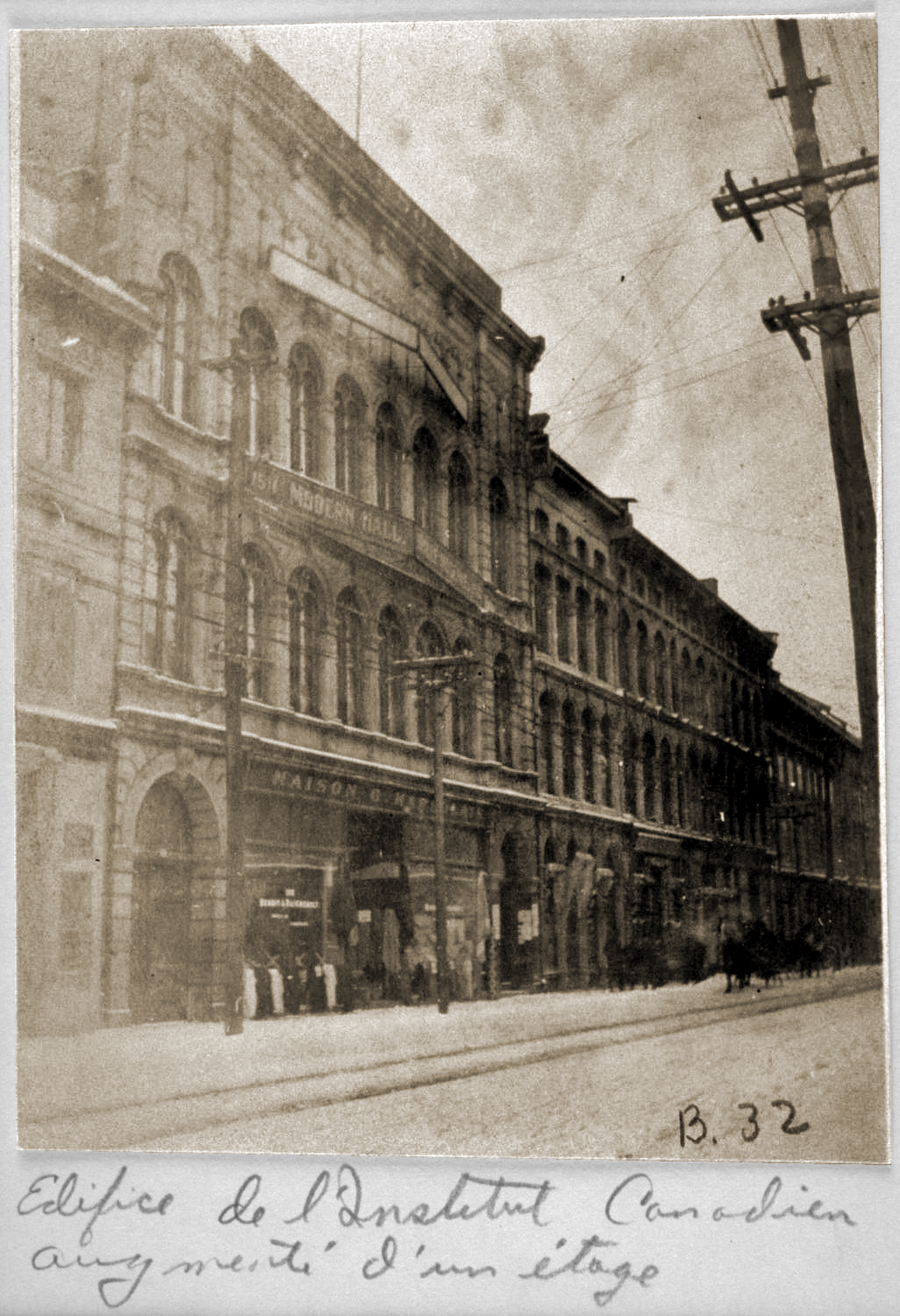
Édifice de l'Institut canadien de Montréal au 111, rue Notre-Dame Est, à l'est de l'actuelle rue Gosford et de l'hôtel de ville de Montréal.

À la fin de la première moitié du XIXe siècle, la jeunesse canadienne-française de Montréal est à la recherche de nouveaux repères pour rebâtir les liens sociaux et nationaux qui ont été sapés par les divisions et les déchirements issus des Rébellions des Patriotes et des institutions bilingues antérieures à cette époque. Ces repères sont trouvés dans la création de lieux publics de partage de la culture et des connaissances, lieux qui étaient, jusqu'à ce moment, surtout privés. C'est dans ce contexte qu'émergent de nombreuses associations littéraires (ou associations volontaires) durant la seconde moitié du XIXe siècle, dont l'Institut canadien de Montréal, fondé le 17 décembre 1844 à l'initiative de Louis Racine et d'Antoine Gérin-Lajoie lors d'une assemblée réunissant 200 jeunes canadiens-français.
D'abord installé dans des locaux loués, l'Institut canadien prend possession d'un édifice sur la rue Notre-Dame, situé un peu à l'est de l'hôtel de ville de Montréal actuel. Il devient la source des idées politiques défendues par le Parti rouge, successeur idéologique du défunt Parti patriote[réf. souhaitée].
En 1858, 158 membres quittent l'Institut d'un seul bloc et fondent l'Institut canadien-français de Montréal, qui, lui, obéira à la doctrine de l'Église catholique et ne prêtera pas de livres « immoraux » dans ses bibliothèques, L'évêque de Montréal condamne l'Institut canadien de Montréal en 1859, excommuniant ses membres, et le 7 juillet 1869, l'Annuaire de 1868 de l'Institut est mis à l'index par Rome.
Lorsque Joseph Guibord, typographe du journal Le Pays ainsi que membre et ancien vice-président de l'Institut, décède le 18 novembre 1869, sa famille se fait refuser le droit d'inhumer sa sépulture dans la partie catholique du cimetière de la Côte-des-Neiges. Henrietta Brown, veuve de Guibord, n'accepte pas cette exclusion et porte l'affaire devant les tribunaux. C'est l'« Affaire Guibord ». L'avocat de Mme Brown, Joseph Doutre, gagnera finalement sa cause, portée jusque devant le Conseil privé de Londres, le 28 novembre 1874.
L'Institut ferme ses portes en 1880. Seul l'Institut canadien de Québec, qui avait accepté de se débarrasser de ses livres jugés immoraux par l'Église, existe toujours. L'Institut canadien-français d'Ottawa n'a pas du tout souffert de cette crise. Il reste d'ailleurs le seul « Institut canadien-français » encore existant aujourd'hui.
De 1845 à 1871, quelque 136 conférences seront tenues dans ses murs.
Plusieurs membres de l'Institut ont des liens avec la franc-maçonnerie[réf. souhaitée], dont spécialement Honoré Beaugrand, Arthur Buies et Louis-Antoine Dessaulles.
En 2006, Bibliothèque et Archives nationales du Québec (BAnQ) conclut une entente avec l'Institut Fraser-Hickson sur le don et le transfert de propriété de la collection de l’Institut canadien de Montréal. Parmi les livres précieux de la collection conservée par l'Institut Fraser-Hickson depuis 1855 on compte deux éditions des Œuvres complètes de Voltaire (1785-1789), 36 volumes de L'Encyclopédie de Diderot et d'Alembert (1778-1781), 12 volumes de L'Esprit des journaux français et étrangers (1787-1792) et quatre volumes de Réunion des Tuileries au Louvre (1852-1857), don particulier du prince Napoléon à l'Institut canadien.

## La bibliothèque de l'Institut canadien
Les membres de l'Institut canadien peuvent profiter d'une bibliothèque, d'une salle de journaux et même d'un musée. Deux catalogues imprimés de 1852 et de 1870 permettent de connaître l'étendue de la collection qui est offerte aux abonnés. Dès 1852, la collection de la bibliothèque contient 646 volumes, dont 4% des titres sont à l'index. Malgré le feu qui ravage les locaux de l'Institut en 1855 et qui emporte toute la bibliothèque, la collection se reconstitut rapidement, entre autres grâce à de nombreux dons de romans et comporte, en 1870, quelque 8 094 volumes, dont 12,6 % de titres à l'index.
La collection de la bibliothèque de l'Institut est constituée d'œuvres d'auteurs tels que Voltaire, Diderot, Rousseau, Rabelais et Machiavel, ainsi que de certains romanciers et romancières tels que Hugo, Dumas, Balzac, Musset, de Lamartine et George Sand. Les usagers de la bibliothèque peuvent même y trouver un exemplaire du Coran et des mémoires de Luther. À cette époque, ces auteurs étaient mis à l'index librorum prohibitorum par l'Église catholique. La bibliothèque est ainsi la cible du clergé catholique canadien-français à de nombreuses reprises durant son histoire, essentiellement de la part de Mgr Bourget, évêque de Montréal. Celui-ci diffuse trois lettres entre le mois de mars et de mai 1858 qui s'en prennent aux livres valorisés dans les instituts littéraires dont les visées n'ont pas de finalités religieuses et qui dénoncent spécifiquement l'Institut canadien de Montréal qui s'oppose au contrôle du clergé dans ses activités, et notamment celles de la bibliothèque.
L'Institut n'échappe pas non plus à des tentatives de censure provenant de ses propres membres. Elle résiste successivement à une motion visant à interdire les discussions politiques de sa salle de conférence en 1851, à une tentative d'exclure de sa salle de journaux le journal protestant Le Semeur en 1852, puis à une seconde tentative en 1855 visant plus largement les journaux à polémique religieuse, et, finalement, à une motion de censure générale de sa bibliothèque en 1858.
La bibliothèque, qui était réservée aux membres de l'Institut, devient publique en 1872 lorsque sa constitution est modifiée de façon à abolir les cotisations obligatoires de ses membres. Elle ferme ses portes en 1880 alors que l'Institut croule sous des dettes accumulées à cause la crise économique du dernier quart du XIXe siècle et pour le déboursé de la défense d'Henrietta Brown lors de l'affaire Guibord,. L'institut propose d'abord sa collection à la Ville de Montréal à condition que celle-ci mette à la disposition du public tous ses volumes,. L'offre déclinée, l'Institut lègue finalement ses ouvrages à la bibliothèque du Fraser Institute en 1885. Selon les termes du contrat, Fraser Institute s'engage à former un département français. L'entente spécifie également les modalités d'investissements annuels pour l'achat de livres français ou la souscription de revues ou journaux français ou toute amélioration du département français.
La bibliothèque de l'Institut canadien de Montréal fait figure d'innovation et d'avant-gardisme par la façon dont ses membres défendent le principe de liberté intellectuelle et de liberté de lecture en résistant jusqu'à la fin à toutes les tentatives de censure de ses collections, principes qui sont aujourd'hui au coeur de la mission des bibliothèques publiques.

## Membres
- Marc-Aurèle Plamondon[réf. souhaitée]
- Francis Cassidy[réf. souhaitée]
- Jean-Baptiste-Éric Dorion[31]
- François-Xavier Garneau[réf. souhaitée]
- Charles Daoust[32]
- Armand-François-Marie de Charbonnel[33]
- Antoine Gérin-Lajoie[34]
- Joseph Doutre[35]
- Gonzalve Doutre[36]
- Hector Fabre[37]
- Louis-Antoine Dessaulles[36]
- Joseph Guibord[36]
- Arthur Buies[réf. souhaitée]
- Napoléon Aubin[réf. souhaitée]
- Honoré Beaugrand[réf. souhaitée]
- James Huston[35]
- Joseph Lenoir[réf. souhaitée]
- Victor Hugo (membre externe)[réf. nécessaire]
- Émile Nelligan[réf. nécessaire]
- Jean-Guillaume de Montigny[réf. souhaitée]
- C.Joseph-N. de Montigny[réf. souhaitée]
- F.-X. de Montigny[réf. souhaitée]
- Toussaint-Gédéon Coursolles[réf. souhaitée]
- Denis-Emery Papineau[réf. souhaitée]
- Amédée Papineau[38]
- Louis-Joseph Papineau[38]
- Rodolphe Laflamme[31]
- Napoléon Aubin[31]
- Joseph-Guillaume Barthe[39]
- Médéric Lanctôt[40]

## Distinctions
- 1997, à titre posthume - Prix Condorcet[41]

## Archives
Le fonds d'archives de l'Institut canadien de Montréal est conservé au centre d'archives de Montréal de Bibliothèque et Archives nationales du Québec.